# 伞花水蓑衣
伞花水蓑衣又名刻脈水蓑衣（学名：Hygrophila corymbosa）为爵床科水蓑衣属下的一个种。

## 分類
伞花水蓑衣屬於多年生草本植物。根據勞恩凱爾植物生活型分類系統，亦屬於地上芽植物。